# 1628 az irodalomban
Az 1628. év az irodalomban.

## Születések
- január 12. – Charles Perrault francia író († 1703)
- november 28. – John Bunyan angol egyházi író és baptista prédikátor, A zarándok útja szerzője († 1688)
- 1628 (vagy: 1630. április 23.)[1] – Komáromi Csipkés György, a magyar barokk teológiai irodalom jeles képviselője († 1678)

## Halálozások
- október 16. – François de Malherbe francia költő (* 1555 körül)